# Townesion ussuriensis
Townesion ussuriensis là một loài tò vò trong họ Ichneumonidae.